# Пуассі (футбольний клуб)
«Пуассі» (фр. Amicale Sportive de Poissy) — колишній французький футбольний клуб з однойменного міста.

## Історія
Клуб був заснований в 1904 році в Пуассі. У 1968 році клуб об'єднався з AS Simca, зберігши назву «Пуассі». Найвище досягнення 1/8 фіналу Кубка Франції в 1972 році.